# Amphipoea keiferi
Amphipoea keiferi är en fjärilsart som beskrevs av Benjamin 1935. Amphipoea keiferi ingår i släktet Amphipoea och familjen nattflyn. Inga underarter finns listade i Catalogue of Life.